# NGC 6521
NGC 6521 في الفهرس العام الجديد، هي مجرة، تقع في كوكبة التنين. اكتشفت في 27 أكتوبر 1861 بواسطة هاينريش لويس دريست.

## روابط خارجية
- NGC 6521 على موقع ويكي سكاي: DSS2, SDSS, GALEX, IRAS, Hydrogen α, X-Ray, Astrophoto, Sky Map, Articles and images